# フランクリーノ・ジュー
フランクリーノ・グルダ・ジュー（Franculino Gluda Djú, 2004年6月28日 - ）は、ギニアビサウのビサウ自治区ビサウ出身のプロサッカー選手。デンマーク・スーペルリーガのFCミッティラン所属。ポジションはフォワード。ギニアビサウ代表。

## 経歴

### ミッティラン
SLベンフィカのユースアカデミーを経て、2023年にデンマーク・スーペルリーガのFCミッティランへ移籍。8月13日のヴェイレBK戦でプロデビューすると、17日にはUEFAヨーロッパカンファレンスリーグ予選のオモニア・ニコシア戦でハットトリックを記録した。

## 代表歴
2023年9月のアフリカネイションズカップ予選にてギニアビサウ代表に初選出された。

## 個人成績

### 代表
| ギニアビサウ代表 | 国際Aマッチ | 国際Aマッチ |
| 年               | 出場        | 得点        |
| ---------------- | ----------- | ----------- |
| 2023             | 3           | 1           |
| 2024             | 8           | 0           |
| 通算             | 11          | 1           |

### 代表での得点
| # | 開催日        | 開催地                                                    | 対戦国       | スコア | 結果 | 大会                               |
| - | ------------- | --------------------------------------------------------- | ------------ | ------ | ---- | ---------------------------------- |
| 1 | 2023年9月11日 | ビサウ エスタジオ・ヴィンチ・イ・クワトロ・デ・セテンブロ | シエラレオネ | 2–1    | 2–1  | アフリカネイションズカップ2023予選 |